# Chelonodoryctes inopinatus
Chelonodoryctes inopinatus (лат.) — вид паразитических наездников из семейства Braconidae. Бруней.

## Описание
Длина самки 3,1 мм. Основная окраска тела красновато-коричневая (голова) и чёрная (грудь и 1-3-й тергиты брюшка); птеростигма и ноги жёлтые. От прочих представителей подсемейства дориктин (Doryctinae) отличается формированием своеобразного «карапакса» из соединённых 2-го и 3-го метасомальных тергитов. Усики самки тонкие, нитевидые, 39-члениковые. Скапус усиков широкий и плоский. Нижнечелюстные щупики состоят из 6 члеников, а нижнегубные — из 4. Вид был впервые описан в 2000 году российским гименоптерологом Сергеем Белокобыльским (ЗИН РАН, Санкт-Петербург) и английским энтомологом Дональдом Куике (Лондон) вместе с видами Hemispathius polystenoides, Synspilus nitidus, Afrospathius dispar и Antidoryctes pronotalis.